# Bajka o złotym koguciku
Bajka o złotym koguciku / Złoty kogut (ros. Сказка о золотом петушке, Skazka o zołotom pietuszkie) – radziecki film animowany z 1967 roku w reżyserii Aleksandry Snieżko-Błockiej. Adaptacja bajki Aleksandra Puszkina.
Film Złoty kogut wchodzi w skład serii płyt DVD Michaił Barysznikow – bajki z mojego dzieciństwa.

## Fabuła
Stary car nie mając już sił do wojaczki, przyjmuje podarunek od Czarodzieja. Podarkiem tym jest Złoty Kogut, który swym pianiem ostrzega przed zbliżającym się wrogiem. W zamian za to car ma zaprzestać wojen. W momencie, gdy giną synowie cara, ten łamie obietnicę i postanawia wyruszyć na wojnę. Czarodziej postanawia się zemścić.

## Obsada (głosy)
- Marija Winogradowa jako Złoty kogut
- Aleksiej Gribow
- Gieorgij Wicyn
- Leonid Pirogow
- Anatolij Kubacki
- Jurij Miedwiediew
- Aleksiej Konsowski

## Animatorzy
Nikołaj Fiodorow, Konstantin Czikin, Igor Podgorski, Władimir Krumin, Władimir Bałaszow

## Wersja polska
Wersja wydana na DVD w serii: Michaił Barysznikow – bajki z mojego dzieciństwa: Złoty kogut (odcinek 13)
- W wersji polskiej udział wzięli: Hanna Kinder-Kiss i Adam Wnuczko
- Tłumaczenie: Maciej Rosłoń